# Don Sunderlage
Don James Sunderlage (Roselle, 20 dicembre 1929 – Lake Geneva, 15 luglio 1961) è stato un cestista statunitense, professionista nella NBA.

## Carriera
Venne selezionato dai Philadelphia Warriors al primo giro del Draft NBA 1951 (9ª scelta assoluta).

## Palmarès
- NBA All-Star (1954)